# Tsiwant
 (mai 2009).
 (octobre 2012).
Si vous disposez d'ouvrages ou d'articles de référence ou si vous connaissez des sites web de qualité traitant du thème abordé ici, merci de compléter l'article en donnant les références utiles à sa vérifiabilité et en les liant à la section « Notes et références ».
Tsiwant (en amazighe ⵜⵙⵉⵡⴰⵏⵜ) est un village berbère situé aux confins-est de la chaîne du Moyen Atlas oriental au pied de mont Bounaceur le plus haut de la chaine moyen Atlas, dans la province de Boulemane au Maroc.
Le mot « tsiwant » veut dire en amazigh (berbère) un oiseau rapace prenant pour nid les hauteurs surplombant le village et qui serait l’épervier.

## Géographie
Une petite rivière qui prend source à Tittawine en montagne alimente Tsiwant en eau potable, après sa sortie d’un canyon de 2 km environ, appelé « Taghecht ». Les eaux de la rivière ne dépassent les champs de Tsiwant que pendant les crues et la rivière ne prend un nom, celui de « Oued Elhimer » qu'à la traversée de la portion du plateau de la moulwiya pour se déverser dans la grande rivière du même nom ,en l'occurrence,"Moulwiya.

## Administration
Tsiwant comprend deux principales entités :
- une en amont, composée de trois douars, dont les noms sont Ait hammou, Ait Tsiwant (ce nom est donné aussi pour l'ensemble des habitants de la tribu) et Bouhnoune ; les habitations y sont installées de part et d'autre de la rivière en dehors du périmètre irrigué composé de cultures en terrasses formées de parcelles bordées par des figuiers ;
- l'autre en aval appelée Taghrout (l’omoplate en berbère), comprend deux douars, Taghrout Tamakrant (c'est-à-dire la grande) et Taghrout Tamaanant (c'est-à-dire la petite).

Tsiwant fait partie administrativement :
- de la commune rurale des Oulad Ali Youssef, dont le siège est à Ait Ali (Oulad Ali en arabe), localité située à distance d'une dizaine de kilomètres ;
- du caïdat des Oulad Ali, ayant pour siège la localité Ait Ali ;
- du cercle de Outat Elhaj, ayant pour siège le village du même nom et distant de 25 km environ et de la province de Boulemane dont le siège est à la ville de Missour, à distance de 85 km environ.

## Économie
Les habitants de Tsiwant (Ait Tsiwant) sont semi-nomades ; ils vivent de deux ressources principales :
- la céréaliculture pratiquée en irrigué mais surtout en bour[Quoi ?] en montagne ;
- l'élevage extensif d'ovins et caprins qui pratiquent la transhumance entre les plateaux de la Moulwiya et Dahra en hiver, et la montagne (Adrar en Tamazighte) en été.